# Șîșka, Koriukivka
Șîșka (în ucraineană Шишка) este un sat în comuna Buda din raionul Koriukivka, regiunea Cernihiv, Ucraina.

## Demografie
Componența lingvistică a localității Șîșka
     Ucraineană (96,2%)
     Rusă (3,8%)
Conform recensământului din 2001, majoritatea populației localității Șîșka era vorbitoare de ucraineană (96,2%), existând în minoritate și vorbitori de rusă (3,8%).